# 217 (număr)
217 (două sute șaptesprezece) este numărul natural care urmează după 216 și precede pe 218 într-un șir crescător de numere naturale.

## În matematică
217:
- Este un număr compus și deficient.[1]
- Este un număr semiprim, fiind produsul a două numere prime: 217 = 7 x 31.[2][3]
- Este un număr odios.
- Este un număr Blum.[4][5]
- Este un număr Kaprekar în baza 2.
- Este un număr centrat hexagonal[6]
- Este un număr dodecagonal.[7][8]
- Este un număr 36-gonal.[9][10]
- Este un număr palindromic în bazele de numerație 6 (1001) și 12 (161).
- Face parte din următoarele triplete pitagorice:  (217, 456, 505), (217, 744, 775), (217, 3360, 3367), (217, 23544, 23545).
- Poate fi exprimat ca diferență a două pătrate perfecte în două moduri: {\displaystyle 217=19^{2}-12^{2}=109^{2}-108^{2}}.
- Este atât suma a două cuburi perfecte ({\displaystyle 217=6^{3}+1^{3}}), cât și diferența a două cuburi perfecte consecutive ({\displaystyle 217=9^{3}-8^{3}}).

## În știință

### În astronomie
- Obiectul NGC 217 din New General Catalogue este o galaxie spirală din constelația Balena.
- 217 Eudora este un asteroid din centura principală.
- 217P/LINEAR este o cometă periodică din sistemul nostru solar.

## În alte domenii
217 se poate referi la:
- seria E217, o serie de trenuri electrice operate în Japonia.